# شث أليف الصخور
شث أليف الصخور (الاسم العلمي:Dodonaea rupicola) هو نوع من النباتات يتبع جنس الشث من الفصيلة الصابونية.